# Sentimientos ajenos
Sentimientos ajenos es una telenovela mexicana producida por José Alberto Castro para la cadena Televisa en 1996. Está basada en radionovela Dos mujeres y un hombre, escrita por el chileno Arturo Moya Grau.
Está protagonizada por Yolanda Andrade y Carlos Ponce; y con las participaciones antagónicas de Chantal Andere, Mario Cimarro, Lourdes Deschamps y Orlando Miguel.

## Argumento
Sofía de la Huerta (Yolanda Andrade) es una joven y bondadosa pintora que se enamora de Renato Aramedia (Carlos Ponce) sin imaginar que su amor desatará el odio de Leonor de la Huerta (Chantal Andere), su propia hermana, ni que Renato es un celoso compulsivo.
Leonor no se detiene ante nada para evitar el matrimonio entre Sofía y Renato, pero al no lograrlo, decide robarle a su hermana el amor de su esposo (lo que incluso termina costándole la vida al padre de ambas). Para ello, Leonor enamora a Humberto, un muchacho impetuoso y apasionado, haciéndose pasar por Sofía. Cuando Renato descubre los supuestos amores de su esposa con Humberto, la echa de la casa y la separa de su pequeño hijo.
Confundida y dolida por el rechazo de su esposo, Sofía tendrá que luchar para recuperar su vida sin saber que su enemiga es su hermana. Pero en la vida de Sofía entrará un nuevo hombre, Miguel Ángel (Manuel Landeta), quien quizás podrá hacer que olvide a Renato.

## Elenco
- Yolanda Andrade - Sofía De la Huerta Herrera de Aramendia
- Carlos Ponce - Renato Aramendia
- Chantal Andere - Leonor De la Huerta Herrera
- Olivia Bucio - Eva Barrientos
- Arsenio Campos - Joaquín
- Mario Cimarro - Ramiro
- Lourdes Deschamps - Raquel
- Isaura Espinoza - Aurora Mendiola
- Ernesto Godoy - Gerardo Barrientos
- Carmelita González - Inés
- Susana González - Norma del Río
- Aarón Hernán - Andrés Barrientos
- Gloria Izaguirre - Lucha
- Manuel Landeta - Miguel Ángel
- Ana Bertha Lepe - Teresa
- Adalberto Martínez - Pedro
- Orlando Miguel - Darío Mendiola
- Marcela Matos - Malena
- Edith Márquez - Marcela
- Xavier Ortiz - Humberto
- Katia del Río - Delia
- Héctor Sáez - Fernando
- Edi Xol - Felipe Bonilla
- Gabriela Arroyo - Judith
- José Elías Moreno - José María De la Huerta
- Antonio Miguel - Padre Efraín
- Dina de Marco - Donata
- Dolores Beristáin - Graciana
- José Viller - Ernesto
- Marisol del Olmo - Lupita
- Eduardo Lugo - Don Jesús
- Alejandra Jurado - Amalia
- Gustavo Negrete
- Enrike Palma
- Héctor Rubio
- Tomás Leal
- Sergio Márquez
- Fernanda Franco
- Manuel Cepeda
- José Luis Llamas
- Susana Contreras
- Rubén Gondray
- Susan Vohn - Ana
- Fátima Torre -  Sofía (Niña)
- Odemaris Ruiz - Leonor (Niña)

## Equipo de producción
- Historia original de: Arturo Moya Grau
- Adaptación y libretos: Lorena Salazar, Eduardo Quiroga
- Edición literaria: Luz Orlín
- Tema: Sentimientos ajenos
- Letra y música: David Torrens
- Intérprete: David Torrens
- Tema: No puedo vivir
- Intérprete: Carlos Ponce
- Escenografía: Juan Antonio Sagredo
- Ambientación: Sandra Cortés
- Diseño de vestuario: Ileana Prensado, Diana Ávila
- Jefes de producción: Marco Antonio Cano, Raúl Reyes Uicab
- Coordinación artística: Georgina Ramos
- Editor: Héctor Márquez
- Dirección de cámaras: Fernando Chacón, Isabel Basurto
- Dirección de escena: Aurora Molina, José Acosta Navas
- Productor asociado: Ernesto Hernández
- Productor: José Alberto Castro

## Premios

### Premios TVyNovelas 1997
| Categoría                  | Nominado(a)         | Resultado |
| -------------------------- | ------------------- | --------- |
| Mejor telenovela           | José Alberto Castro | Nominado  |
| Mejor villana              | Chantal Andere      | Ganadora  |
| Mejor revelación masculina | Carlos Ponce        | Ganador   |

## Versiones
- Sentimientos ajenos está basada en la radionovela chilena Dos mujeres y un hombre. El guion del dramaturgo Arturo Moya Grau fue llevado al cine en 1971.
- Televisa realizó en 1967 una versión de esta historia titulada Un ángel en el fango, producida por Valentín Pimstein, dirigida por Fernando Wagner y protagonizada por Silvia Derbez, Magda Guzmán, Norma Lazareno y Velia Vegar.